# كارو جونز
كارو جونز (بالإنجليزية: Caro Jones)‏ هي مديرة التصوير ‏ أمريكية، ولدت في 1923، وتوفيت في 3 سبتمبر 2009 بسبب ورم نخاعي متعدد.

## وصلات خارجية
- كارو جونز على موقع IMDb (الإنجليزية)
- كارو جونز على موقع قاعدة بيانات الفيلم (الإنجليزية)